# Vincent Gallo
Vincent Gallo, född 11 april 1961 i Buffalo, New York, är en amerikansk skådespelare, regissör, konstnär och kompositör.

## Biografi
Gallo växte upp i Buffalo där hans mor drev en skönhetssalong. Han har flera gånger uppgett att hans barndom var svår och att hans far misshandlade honom.
Som skådespelare har Gallo varit verksam i en independent-fåra och arbetat med regissörer som Abel Ferrara och Emir Kusturica. 
Gallo har gjort sig känd som en mycket frispråkig person och drar sig inte för att såga kollegor med fotknölarna samtidigt som han höjer sig själv till skyarna. Han anses excentrisk och svår att arbeta med.
Regidebuten Buffalo '66 (1998) blev en favorit i independent-kretsar. Den andra filmen i egen regi var en roadmovie som hette The Brown Bunny (2002). Filmen ansågs kontroversiell då den innehöll en icke-simulerad sex-scen mellan Vincent Gallo och Chloë Sevigny. Den amerikanske filmkritikern Roger Ebert kallade filmen "den sämsta filmen som visats i Cannes genom historien" men ändrade senare uppfattning och gav den ett positivt omdöme.
Gallos idoler är Chris Squire, basist i Yes och Richard Nixon. Han gav även 100 000 dollar till George W. Bush valkampanj 2000.
Han har samarbetat med bl.a. John Frusciante, Jim O'Rourke och Steve Shelley. Han hade en relation med PJ Harvey i början på 2000-talet

## Filmografi (urval)

### Skådespelare
- 1992 – Arizona Dream
- 1995 – Palookaville
- 1996 – Basquiat – den svarte rebellen
- 1996 – The Funeral
- 1997 – Truth or Consequences, NM
- 1998 – Buffalo '66
- 1999 – Freeway II: Confessions of a Trickbaby
- 2001 – Stranded
- 2002 – The Brown Bunny
- 2009 – Metropia (röst)

### Manus/Regissör
- 1998 – Buffalo '66 (manus och regi)
- 2002 – The Brown Bunny (regi)

## Diskografi

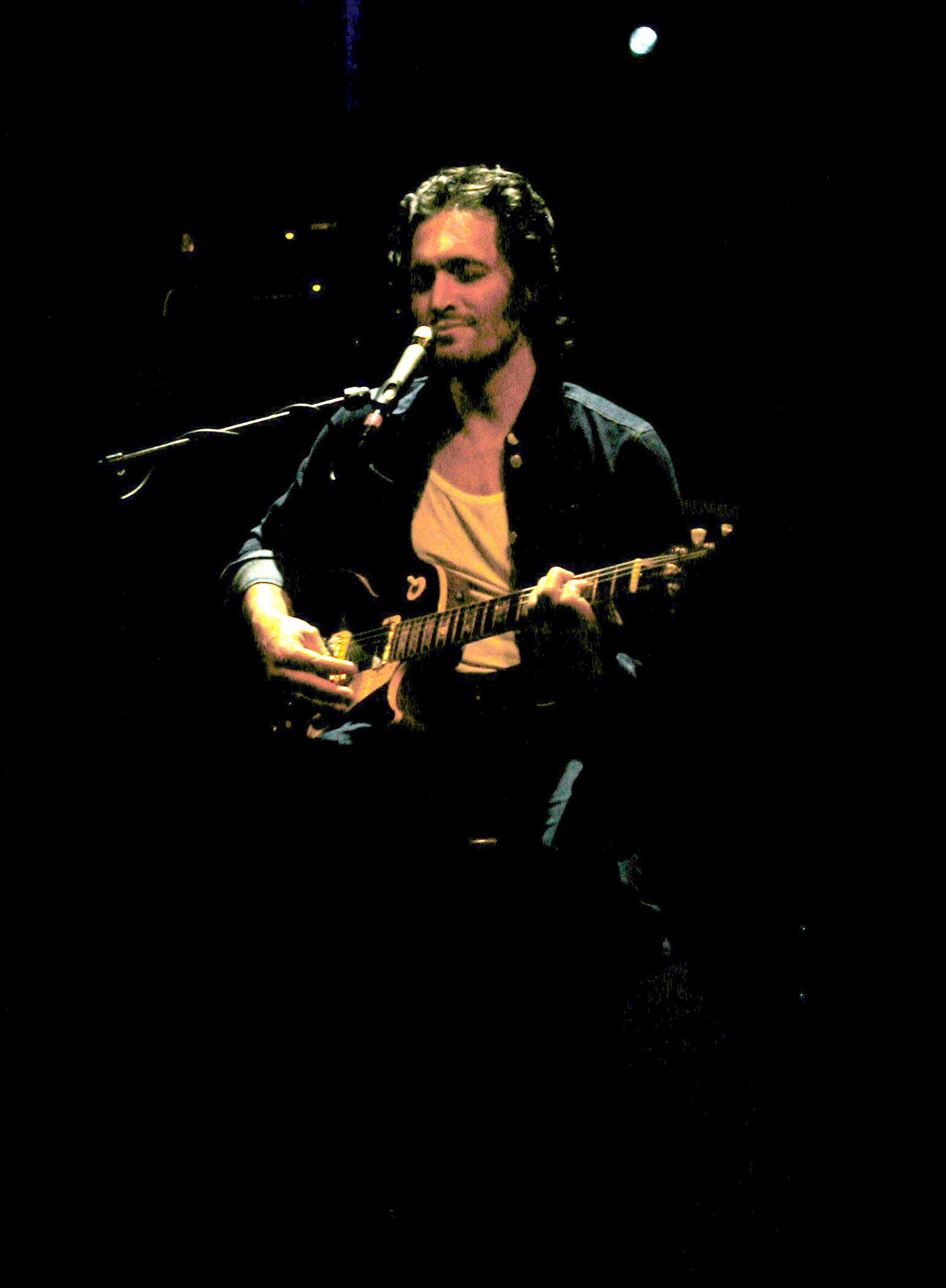
Vincent Gallo

### Albums
- It Took Several Wives - (1982), släppt på Family Friend Records (som Bohack)
- The Way It Is Soundtrack - (1984), släppt på Rojo Records
- Buffalo 66 Soundtrack - (1998), släppt på Will Records
- When - (2001), släppt på Warp Records (som Vincent Gallo)

### Singlar
- "So Sad" EP - (2001), släppt på Warp Records
- "Honey Bunny" 7" - (2001), släppt på Warp Records